# Pulay補正
Pulay 補正（英: Pulay correction）はバンド計算における波動関数の補正で、以下の3つがある。
1. 基底が、原子の位置に依存しかつ完全系でない場合、力の計算に関して、Pulay 補正が生じる。この場合、平面波基底は原子の位置に依存しないので、Pulay 補正は生じない。
2. 基底が完全系でない場合、Pulay 補正が生じる。APW法やLMTO法などでは、基底がオーバーコンプリートになっているので補正が必要。また、基底の数が十分でないことからも補正が必要。この場合は、平面波基底でも基底の数が少ない（エネルギーカットオフが小さ過ぎる）と問題となり得る。
3. バンド計算における、セルフコンシステントな計算が十分収束していない場合にも、Pulay 補正の問題が出てくる。これは、収束していないことにより、入力の電荷密度と出力の電荷密度が一致しないことによる。